# Петряков Станіслав Сергійович
Станісла́в Сергі́йович Петряко́в — старший прапорщик Збройних сил України, учасник російсько-української війни.

## Життєпис
Здобув вищу освіту — економіст. 14 років працював у сфері торгівлі — був продавцем-консультантом, менеджером, директором магазину.
Наполіг перед родиною на своєму бажанні служити в ЗСУ. На сімейній раді вирішили — контракт на рік. У ЗСУ з 2015 року. Воював у лавах 81-ї бригади. Старший механік-водій гаубиці «Акація». Потім — старшина батареї й артилерійського дивізіону. Воював у промзоні Авдіївки та біля селища Мінеральне — поруч Ясинуватої. Зазнав поранення 2016 року, звільнився в запас у званні старшого сержанта. Через кілька місяців не витримав і записався до Гостомельської бригади НГУ. Весною 2017-го як командир артилерійської батареї в складі бригади вирушив у зону боїв. Восени 2018 року прийняв посаду головного старшини бригади. З вересня 2018-го перебуває на Світлодарській дузі; командував відділенням АГС.
20 листопада 2019-го терористи вчергове запросили тиші. Вони скоригували з безпілотника дані й скинули на гвардійців ВОГ-17, вибух стався у Станіслава біля ніг. Тоді поранень зазнало 5 гвардійців. 17 осколків у ногах, переломи обох ніг, розриви сухожиль.
Проходить багатомісячну реабілітацію, планує повернутися до лав НГУ.

## Нагороди та вшанування
- Указом Президента України № 949/2019 від 24 грудня 2019 року за «особисту мужність і самовіддані дії, виявлені у захисті державного суверенітету та територіальної цілісності України» нагороджений орденом «За мужність» III ступеня[1].